# Zwężenie kanału kręgowego
Zwężenie kanału kręgowego (ciasnota kanału kręgowego) – stan w którym kanał kręgowy lub otwory międzykręgowe ulegają zwężeniu, co doprowadza do ucisku rdzenia kręgowego i nerwów. Główną przyczyną jest proces degeneracji kręgosłupa związany z wiekiem. W rzadkich przypadkach spowodowany jest dyskopatią (traktowana jako szczególny przypadek), osteoporozą lub guzem.
| Przyczyny ciasnoty kanału kręgowego | Przyczyny ciasnoty kanału kręgowego |
| ----------------------------------- | ----------------------------------- |
| Wrodzone                            | Nabyte                              |
| samoistna                           | zwyrodnienie                        |
| achondroplazja                      | kręgozmyk zwyrodnieniowy            |
|                                     | jatrogenne                          |
|                                     | pourazowe                           |
|                                     | choroba Pageta                      |

Początek objawów występuje w różnym wieku, ale najczęściej jest to piąta i szósta dekada życia. Choroba występuje równomiernie u obu płci. Miejsce ucisku może znajdować się centralnie wewnątrz kanału, w obrębie zachyłka bocznego lub otworu międzykręgowego. Zwężenie kanału kręgowego może dotyczyć odcinka szyjnego kręgosłupa, odcinka lędźwiowego kręgosłupa lub obu.
Jednym z głównych objawów jest narastanie dolegliwości bólowych podczas stania i chodzenia.
W diagnostyce wykorzystuje się tomografię komputerową i rezonans magnetyczny.
W leczeniu stosuje się fizjoterapię, ze szczególnym naciskiem na przywrócenie prawidłowej postawy ciała i wzmocnienie mięśni przykręgosłupowych. Do łagodzenia bólu wykorzystuje się niesteroidowe leki przeciwzapalne. Przy braku poprawy, nasilonym bólu, objawach porażenia nerwów stosuje się leczenie operacyjne.